# Nils Schneider

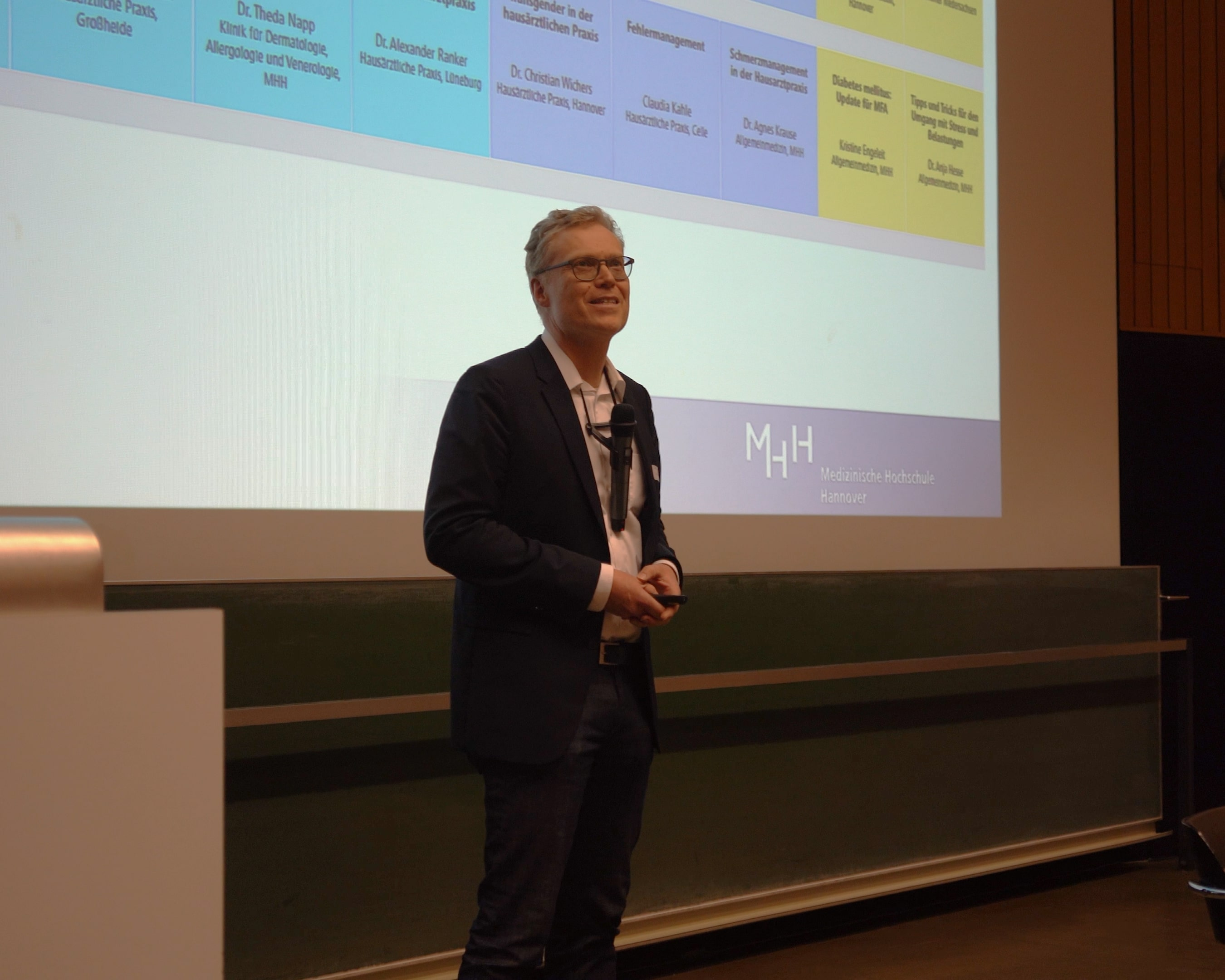
Nils Schneider, 2023

Nils Schneider (* 10. März 1969 in Bad Pyrmont) ist ein deutscher Allgemeinmediziner, Palliativmediziner und Psychotherapeut. Er ist Direktor des Instituts für Allgemeinmedizin und Palliativmedizin der Medizinischen Hochschule Hannover.

## Leben
Nach Ausbildung zum Rettungsassistenten studierte Nils Schneider Humanmedizin in Hannover und absolvierte Teile des Praktischen Jahres in Maine, USA. Als Arzt im Praktikum und Assistenzarzt arbeitete er von 1998 bis 2004 in Kliniken und Arztpraxen in Celle, Hannover, London, Kiel und Hildesheim mit Abschnitten in Innerer Medizin, Geriatrie, Chirurgie, Radioonkologie, Palliativmedizin und Allgemeinmedizin. Er ist Facharzt für Allgemeinmedizin mit Zusatzbezeichnung Palliativmedizin und Psychotherapie. Berufsbegleitend hat Nils Schneider Public Health mit Schwerpunkt Management im Gesundheitswesen studiert. Von 2004 bis 2012 war er wissenschaftlicher Mitarbeiter am Institut für Epidemiologie, Sozialmedizin und Gesundheitssystemforschung der Medizinischen Hochschule Hannover (MHH). Seit 2013 ist er W3-Professor und Direktor des Instituts für Allgemeinmedizin und Palliativmedizin der MHH.

## Wissenschaftlicher Beitrag
Schwerpunkt der wissenschaftlichen Arbeit von Nils Schneider ist die Gesundheitssystem- und Versorgungsforschung. Er hat zum Thema Palliativversorgung habilitiert (2008) und die Venia legendi für Public Health und Allgemeinmedizin erhalten. Schneider setzt sich für den Austausch von Wissenschaft, Praxis, Politik und Öffentlichkeit ein. Er war Mitglied der Arbeitsgruppe „Palliativmedizin in Deutschland“ der Leopoldina Nationalen Akademie der Wissenschaften und der Enquetekommission „Sicherstellung der ambulanten und stationären medizinischen Versorgung“ des Niedersächsischen Landtages. Er gehört dem Vorstand der Deutschen Stiftung für Allgemeinmedizin und Familienmedizin, dem Fachbeirat des Landesstützpunktes Hospizarbeit und Palliativversorgung in Niedersachsen sowie der Steuerungsgruppe der Gesundheitsregion Region Hannover an. Im Jahr 2025 ist Nils Schneider Kongresspräsident des 59. Kongresses für Allgemeinmedizin und Familienmedizin.

## Mitgliedschaften
- Deutsche Gesellschaft für Allgemeinmedizin und Familienmedizin (DEGAM)
- Deutsche Gesellschaft für Palliativmedizin (DGP)
- Deutsches Netzwerk Evidenzbasierte Medizin

## Publikationen
- Publikationsliste auf der Homepage des Instituts für Allgemeinmedizin der Medizinischen Hochschule Hannover
- PubMed Publikationsliste Schneider Nils
- mit Friedrich Wilhelm Schwartz, Reinhard Busse, Marie-Luise Dierks, Reiner Leidl, Petra Kolip, Johannes Siegrist, Ulla  Walter (Hrsg.): Das Public Health Buch. 3. Auflage. Elsevier, München / Urban & Fischer, ISBN 978-3-437-31926-6.